# کرینونیشیدائه
کرینونیشیدائه (نام علمی: Crinoniscidae) تیره‌ای از جورپایان سیموثویدا است. شرح اصلی این خانواده از سخت‌پوستان در سال ۱۹۹۰ توسط بونیر (به انگلیسی: Bonnier) صورت گرفت. میزبان این خانواده انگلی از کشتی‌چسب‌ها می‌باشد.

## رده‌بندی
این خانواده شامل یک سرده پذیرفته شده با ۵ گونه می‌باشد که عبارتند از:
Crinoniscus Pérez, 1900
- Crinoniscus alepadis Gruvel, 1901
- Crinoniscus cephalatus Hosie, 2008
- Crinoniscus equitans Pérez, 1900
- Crinoniscus politosummus Hosie, 2008
- Crinoniscus stroembergi Buhl-Mortensen, Williams & Boyko, 2020